# Catedrala Saint Paul din Londra
Catedrala Saint Paul (în engleză Saint Paul Cathedral) este o biserică anglicană situată pe colina Ludgate Hill din Londra Marea Britanie. Aceasta este cea mai mare biserică din Londra și a doua cea mai mare din această țară, după Catedrala din Liverpool. Catedrala Sfântul Paul este totodată și lăcașul în care slujește episcopul anglican al Londrei. 

## Istorie
Pe locul actualei catedrale au existat de-a lungul timpului mai multe edificii. Prima biserică a fost construită în anul 604 de către Mellitus, cu ocazia investirii sale ca prim episcop de Londra de către Sfântul Augustin. Aceasta a fost dedicată Sfântului Paul și a avut rolul de catedrală a Londrei. Catedrala ar fi fost distrusă probabil de un incendiu, fiind reconstruită integral de două ori până în anul 1087.
În anul 1087 un nou incendiu a cuprins edificiul fiind nevoie de reconstruirea catedralei. Regele Wilhelm Cuceritorul a donat piatră din ruinele Turnului Palatin, iar regele Henric I a ordonat să se aducă pietre din River Fleet. 
În 1135 a avut loc un nou incendiu ce a deteriorat catedrala și a întârziat construcția sa. În această perioadă stilul arhitectural al catedralei a fost schimbat de la romanic la cel gotic. Turnul central a fost terminat în anul 1221, iar în anul 1255 acoperișul a fost schimbat după ce a fost distrus în urma unei furtuni puternice. Catedrala a fost sfințită în anul 1250, iar apoi resfințită în 1300, dar a fost oficial finalizată abia în anul 1314. Se presupune că această catedrală erau una dintre cele mai mari din Europa, era asemănătoare cu cea de la Salisbury și avea un turn înalt de 149 de metri, depășind toate catedralele europene, cu excepția celei din Lincoln.

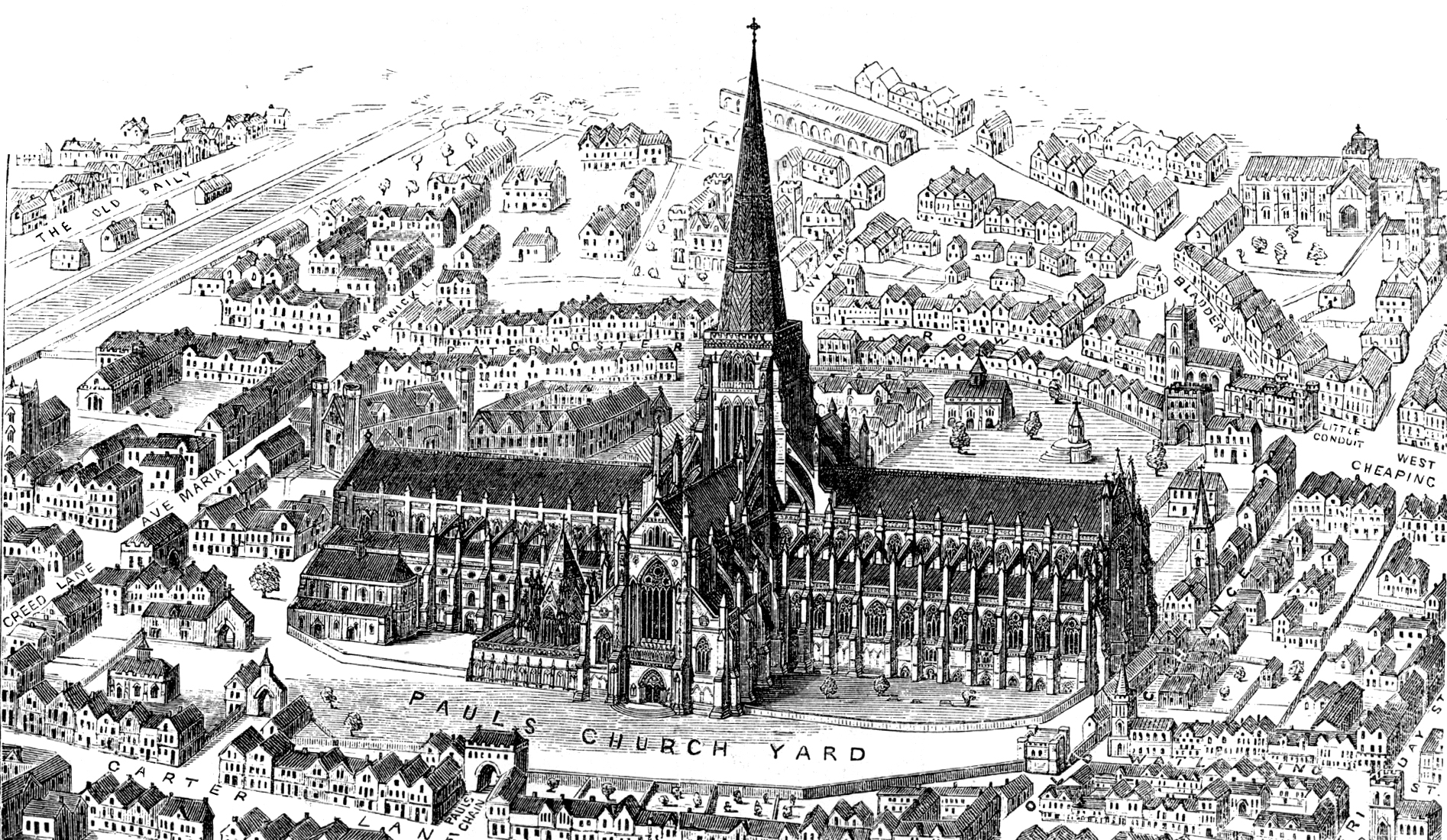
Gravură medievală cu vechea catedrală gotică.

În anul 1535, catedrala inițial romano-catolică devine anglicană odată cu declanșarea Reformei Protestante în Anglia. Regele Henric al VIII-lea și succesorul său Eduard al VI-lea vor ordona distrugerea ornamentelor, criptelor și altarelor din curtea catedralei, unde se aflau câteva mănăstiri. Tot în această perioadă, în anul 1540 sediul Episcopiei de Londra s-a mutat la Abația Westminster, până în 1550 când va fi mutat înapoi. În anul 1666 izbucnește un nou incendiu în Londra ce va distruge catedrala din temelii.
Construcția actualei catedrale a început în anul 1675. Proiectul construirii unei noi catedrale i-a fost înmânat lui Sir Cristopher Wren încă din anul 1669. Wren a fost un mare arhitect al Angliei, mai mult de 50 de biserici din Londra fiindu-i atribuite. Designul ales de el și aprobat de rege a fost cel al unei biserici ce combina stilul baroc cu cel clasicist, având o cupolă și două turnuri.
Pe data de 2 decembrie 1697 a avut loc ceremonia de sfințire a catedralei, aceasta fiind finalizată totuși în anul 1710. Cu toate acestea statuile de pe fațadă au fost instalate abia în 1720.
Catedrala Sfântul Paul a fost cea mai înaltă clădire din Londra între anii 1710-1962, cu turlele ei înalte de 67 de metri și cu domul înalt de 111 metri. A suferit daune majore în timpul Celui De-al Doilea Război Mondial (1939-1945), dar a fost restaurată în anul 1996 de către arhitectul John B. Chambers. Cele mai importante evenimente ce au avut loc în catedrală au fost: funeraliile Lordului Nelson, ale lui Sir Winston Churchill și cele ale lui Margaret Thatcher, jubileele Reginei Victoria, nunta prințului Charles cu prințesa Diana și Jubileul de Diamant al Reginei Elisabeta a II-ea, cât și aniversarea împlinirii vârstei de 80 de ani.

## Galerie de imagini

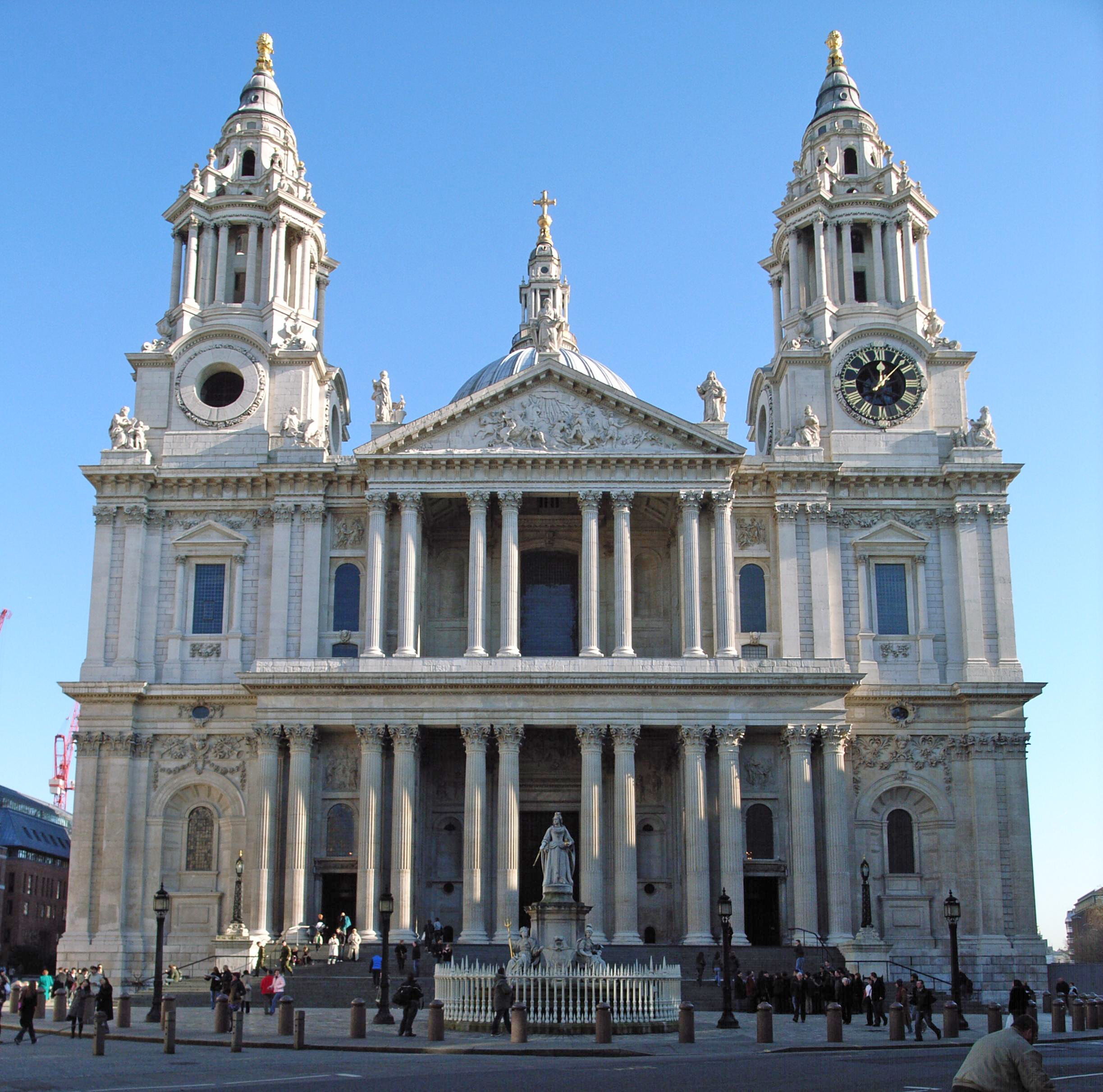
Fațada
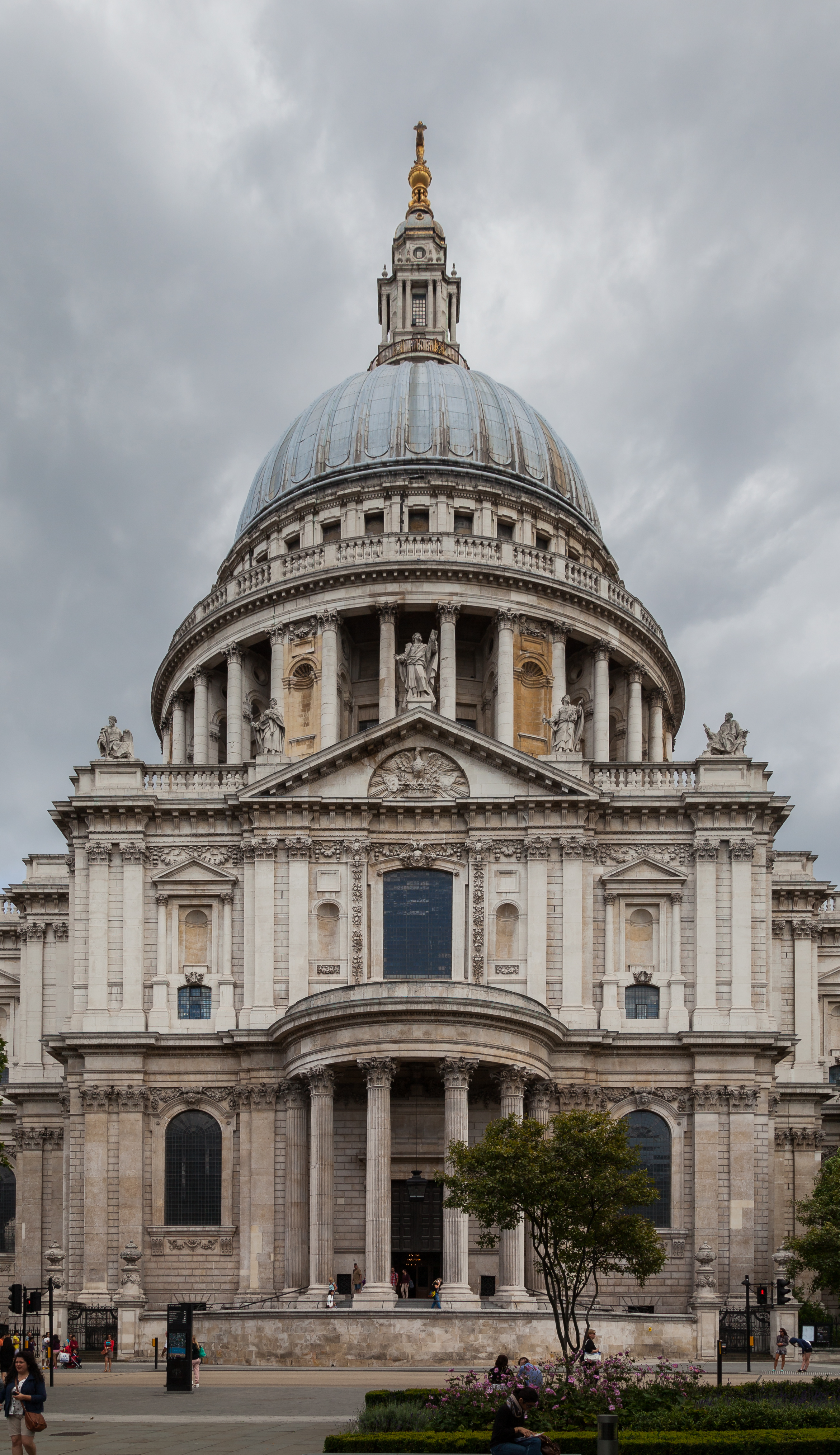
Intrare secundară
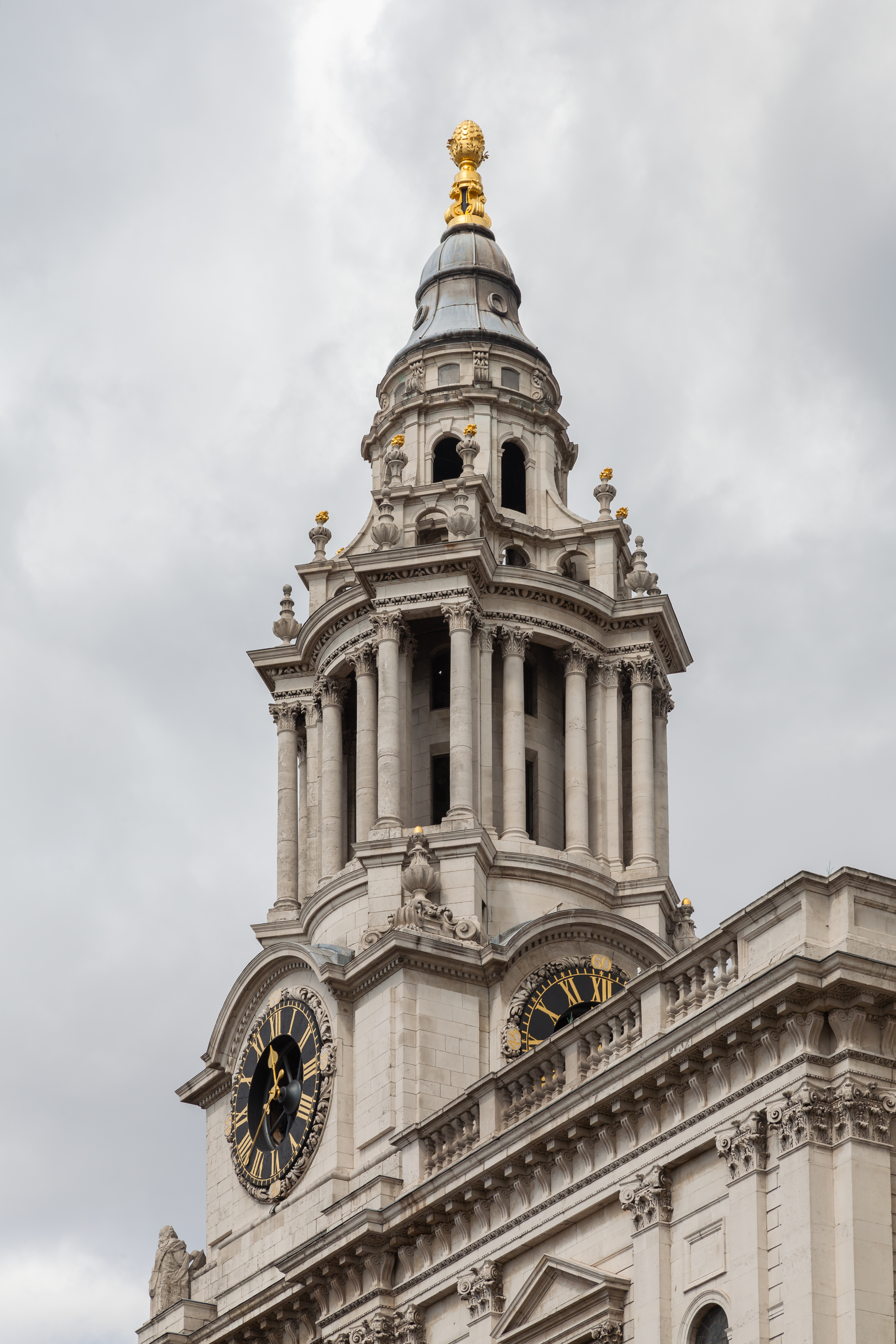
Turn
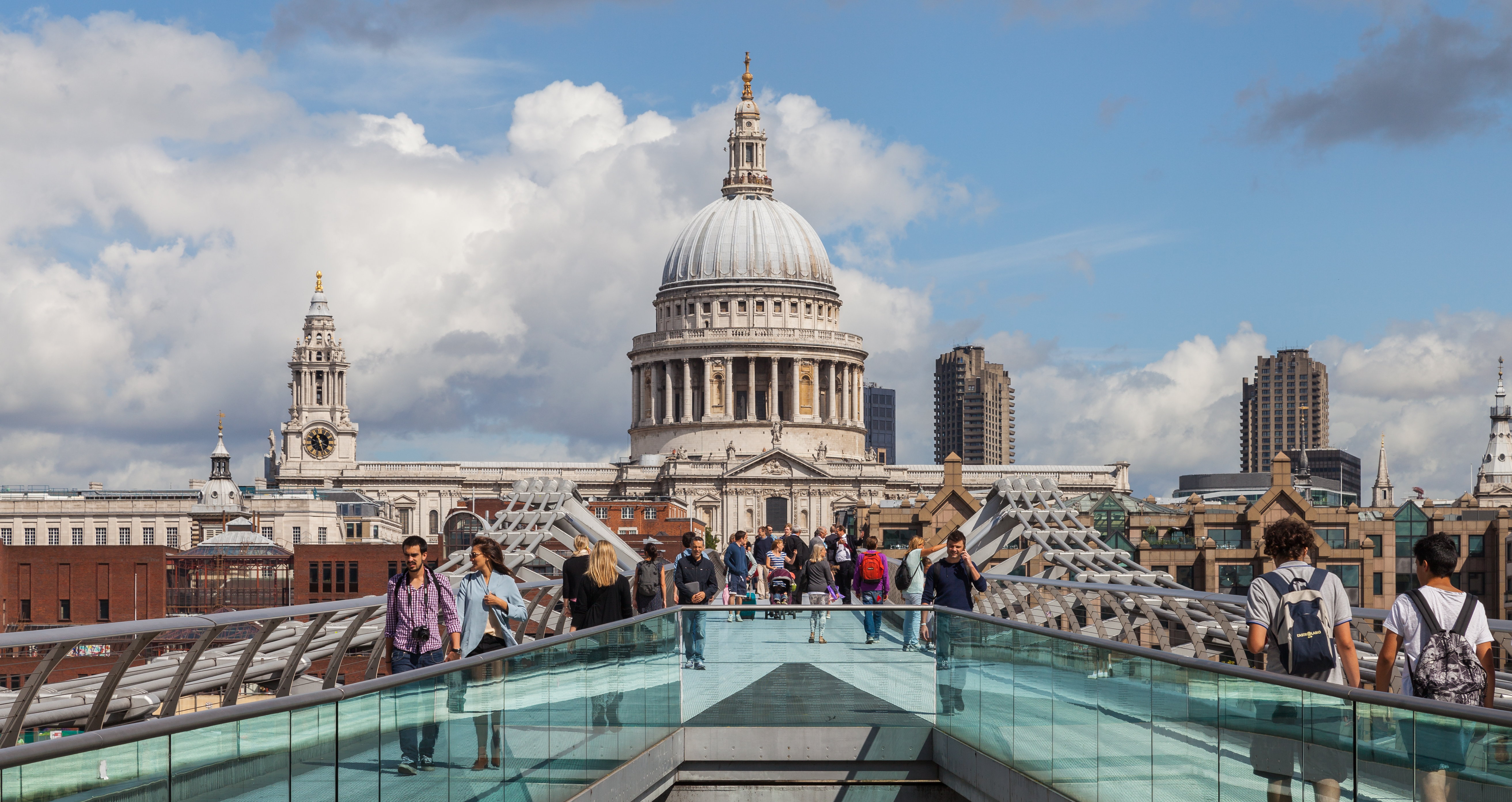
Forma pod Millenium
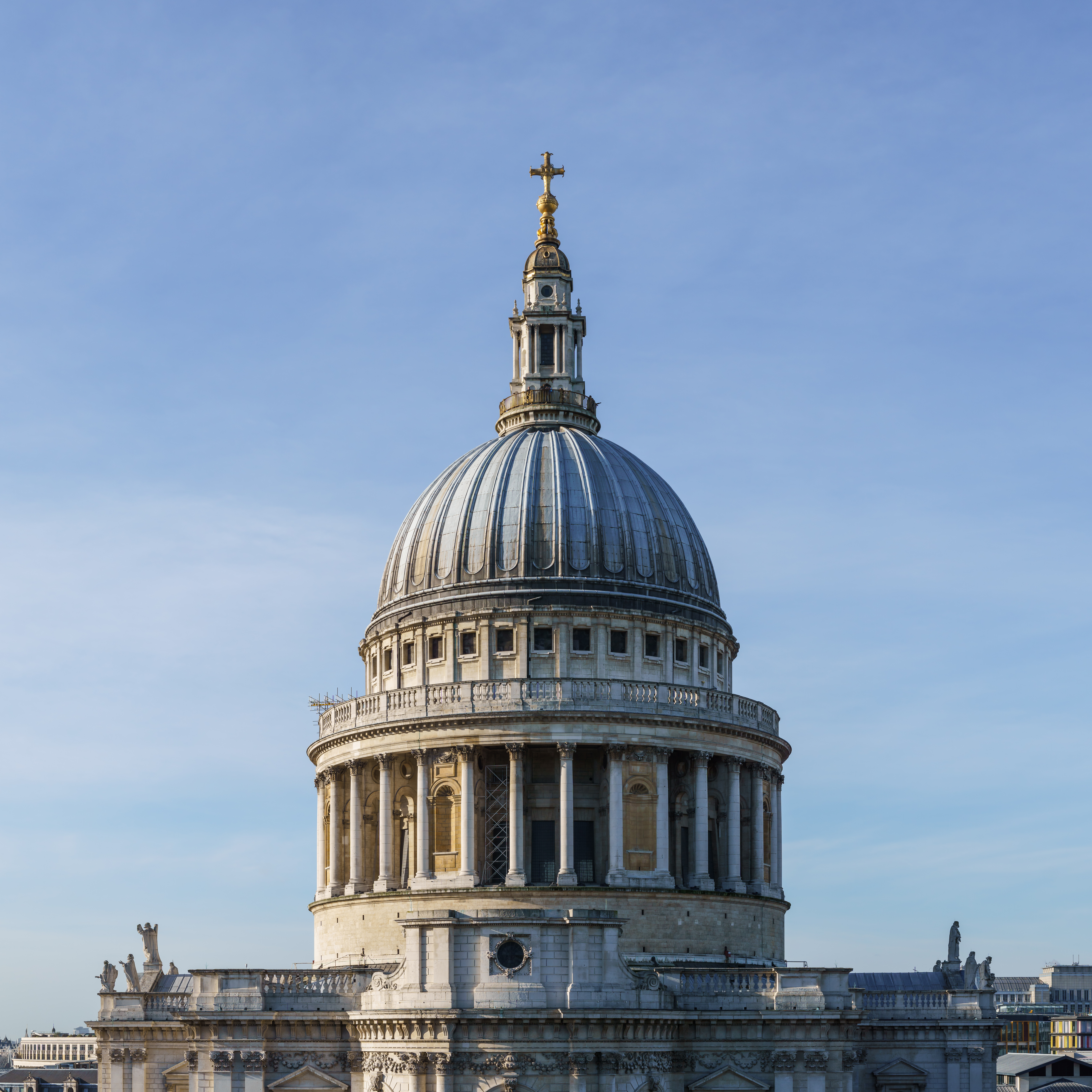
Cupola din exterior
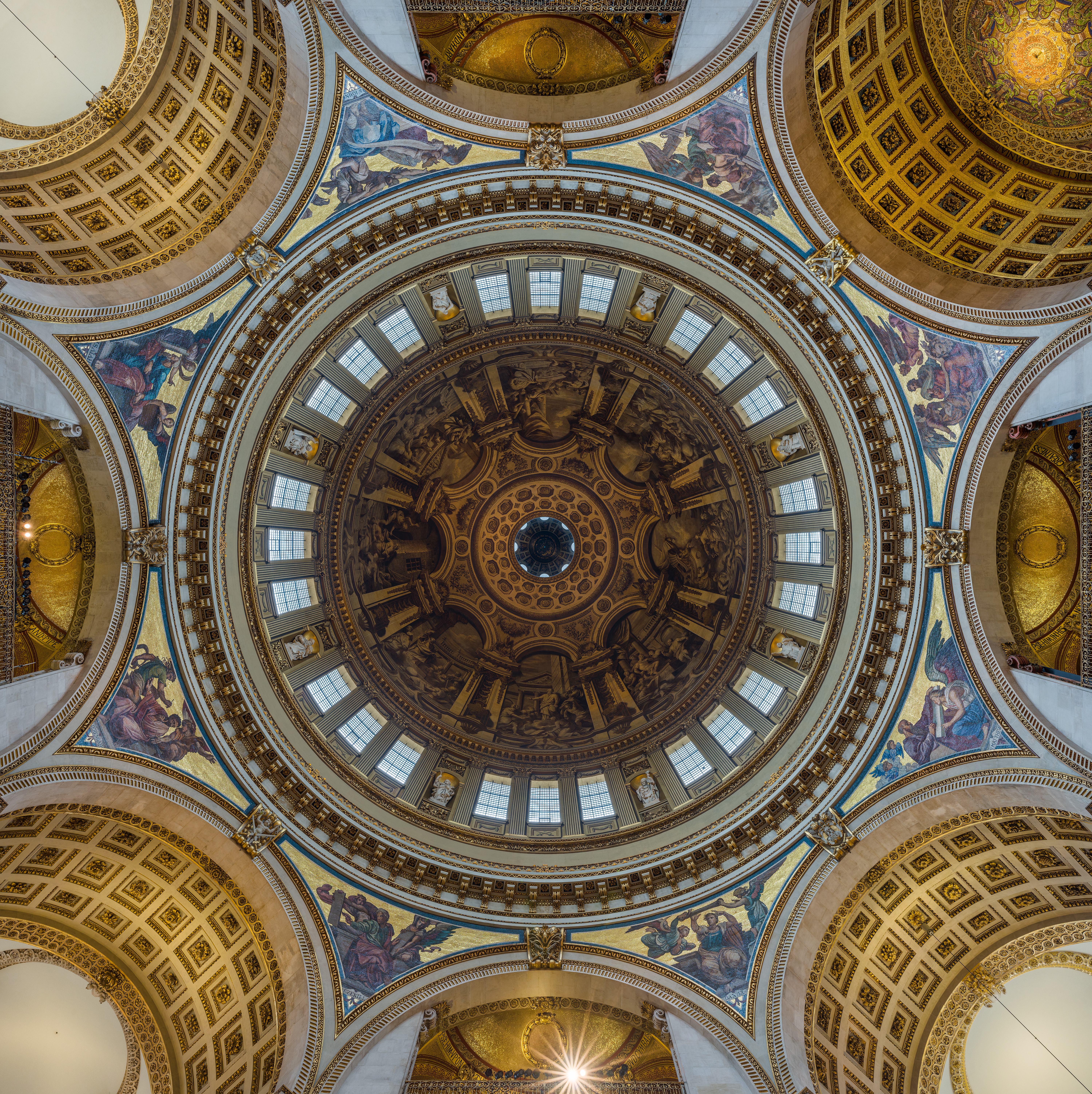
Cupola din interior
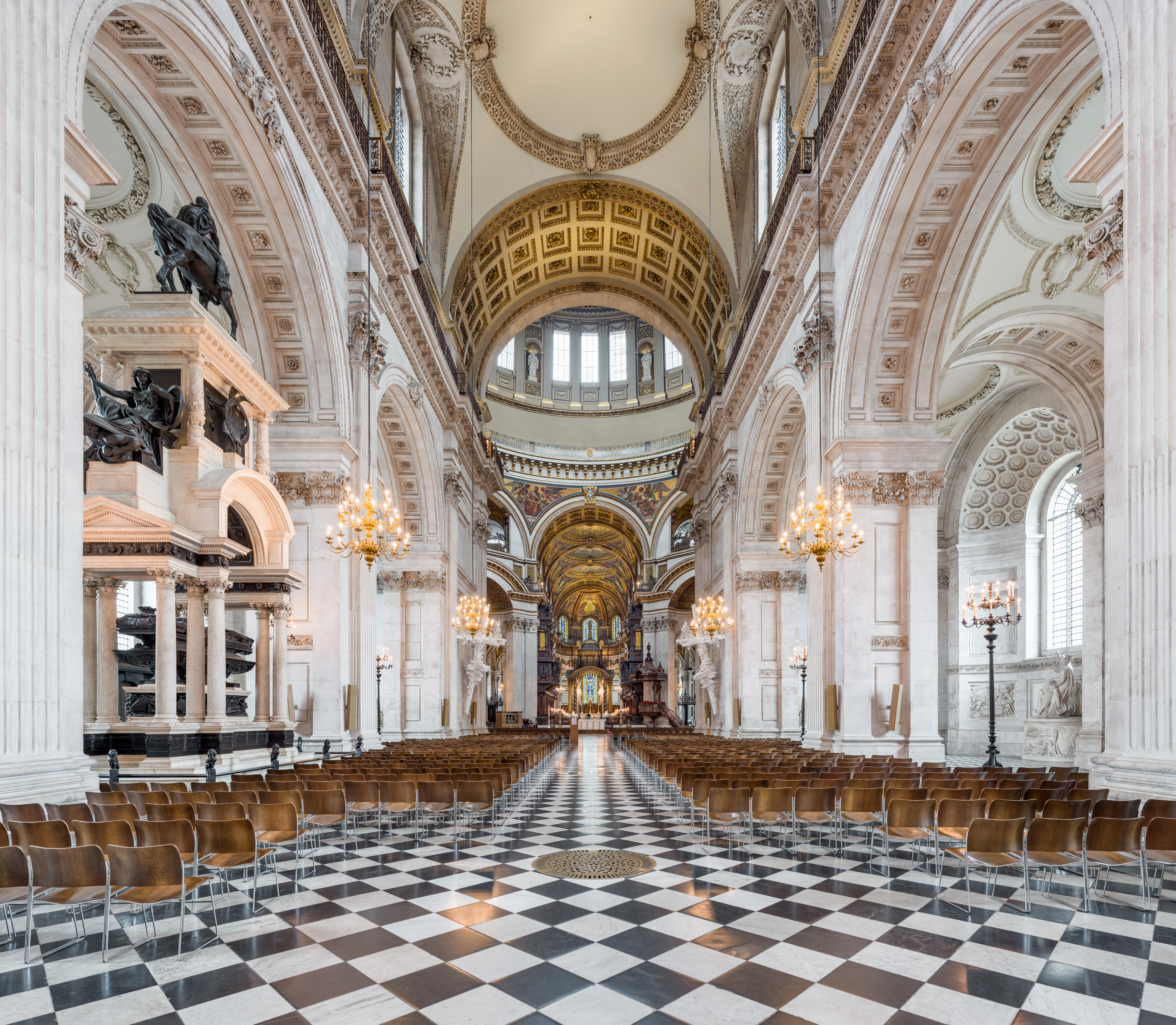
Interior
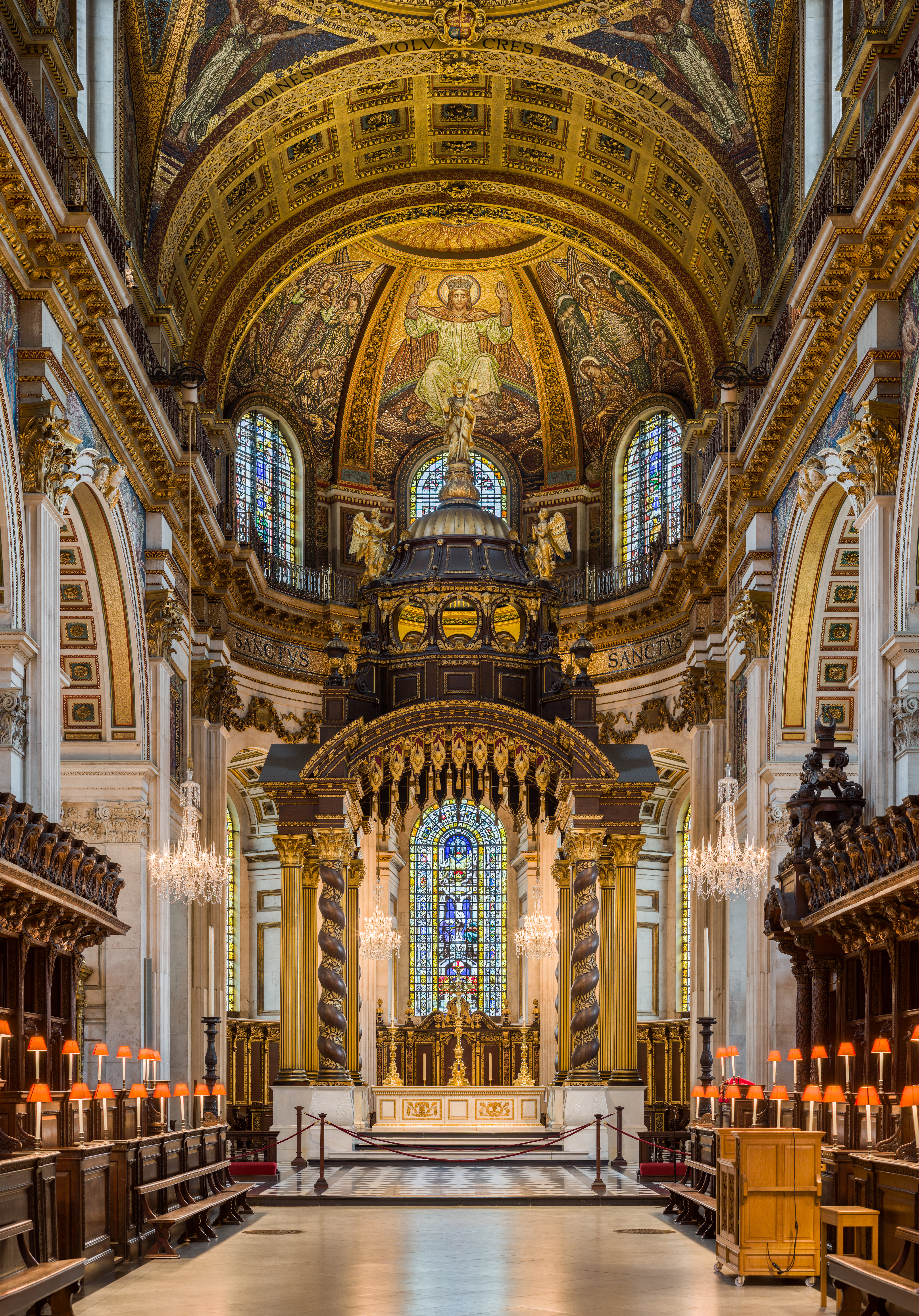
Altarul principal
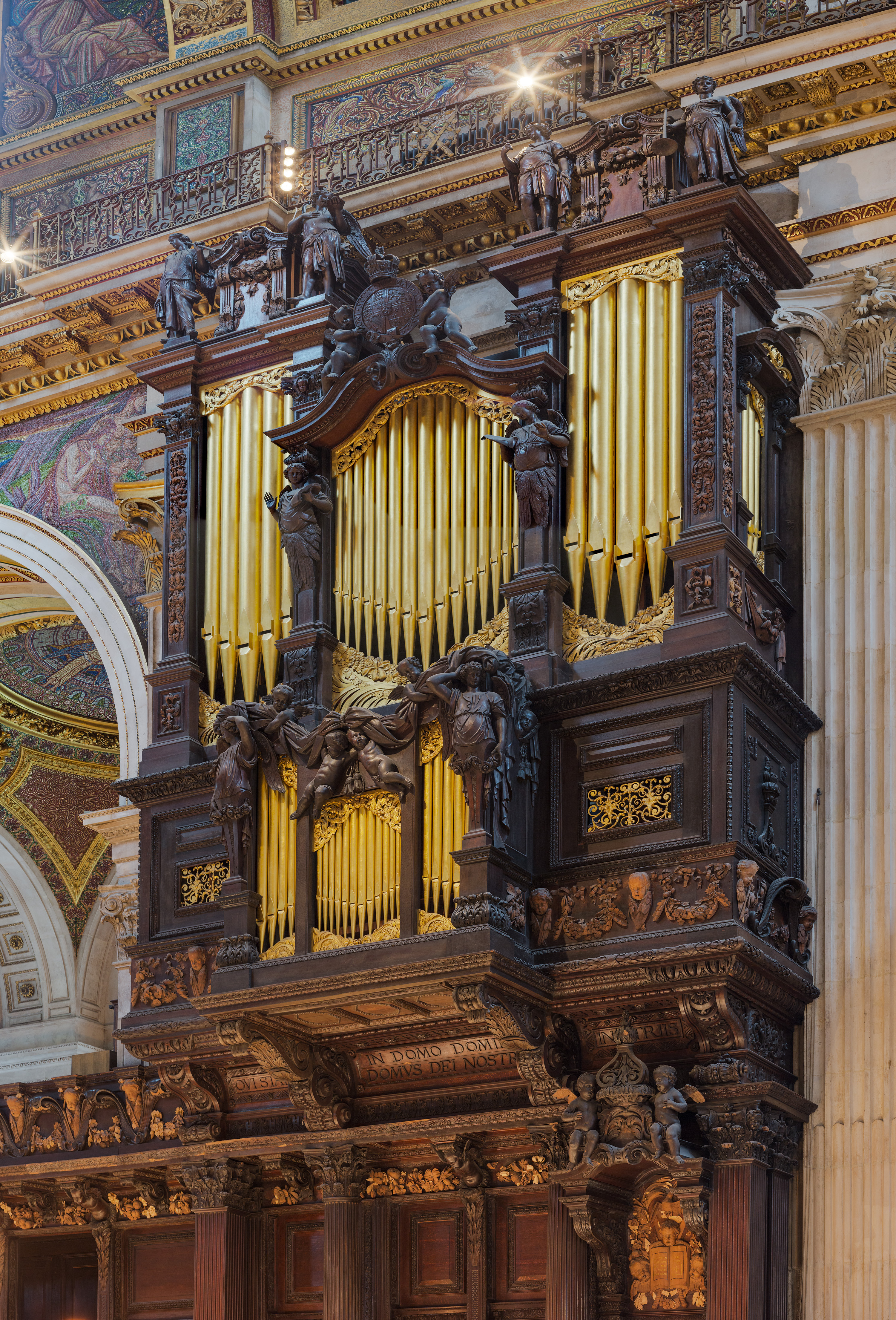
Orga